# Casa Delger
La Casa Delger és una obra de Caldes de Montbui (Vallès Oriental) protegida com a bé cultural d'interès local. Està al costat del Museu Delger.

## Descripció
Casa unifamiliar entre mitgeres, de planta baixa i dos pisos. Estructura tradicional de gruixudes parets de càrrega i forjats unidireccionals de biguetes de fusta. La coberta de l'edifici és inclinada i de teula aràbiga.
A la façana hi ha un clar ordre, tant en vertical com en horitzontal, en la disposició i en el tipus de forats. És fonamentalment simètrica respecte un eix de simetria central, sols la incorporació de la porta d'entrada a la planta baixa fa trencar aquesta. Les diverses plantes es distingeixen per la incorporació d'elements arquitectònics diferents en cadascuna d'elles. Hi ha una clara disminució dels forats segons l'alçada. Aquests són d'iguals característiques segons les alçades, amb unes proporcions verticals. L'edifici queda rematat per una cornisa amb pedra artificial, i per un ampit adornat amb esgrafiats. Els acabats de la façana són estucats imitant la pedra picada. Cal destacar principalment el coronament de l'edifici, format per una cornisa i un ampit que amaga la coberta, el treball de la barana del balcó de la primera planta, així com els elements de decoració de la façana, com són els esgrafiats que es troben a les llindes i en el remat de la coberta.

## Història
La casa pairal Delger, del carrer Joaquim Delger, fou restaurada l'any 1930, per Joaquima Delger Padrinas, el seu marit Pau Armengol i el Dr. Joaquim Delger, d'una manera força considerable. En aquesta mateixa data s'edificà la casa del carrer del Forn, ampliant la propietat. Joaquima Delger, última persona en viure a la casa pairal, va morir sense fills, nomenant hereu al seu cosí germà, el Dr. Joaquim Delger Bueno. El 25 d'octubre de 1959 la Casa Delger fou lliurada per aquest últim a l'Ajuntament de Caldes per bé comú de tots els calderins.
L'edifici del carrer del Forn, va ser anteriorment una merceria que es deia Ca la Rosita, més tard es tancà durant bastants anys fins que l'Ajuntament la convertí en l'Escola de Música.
Es troba al bell mig del centre històric de Caldes, en un dels carrer més tradicionals del poble. No ha canviat mai de nom al llarg del temps (des de finals del segle xiii), i es creu que li ve de l'existència d'un forn comunal dels jueus. Antigament, part d'aquest carrer es deia "d'en Porcell", nom d'una família rica, propietària de ramats de bens i que tenia els seus corrals en aquest carrer. Carrer d'origen i traçat medieval que unia i uneix la plaça de les termes (Plaça de la Font del Lleó) amb la Plaça de l'Església.